# Radobolja
Radobolja är ett vattendrag i Bosnien och Hercegovina.   Det ligger i entiteten Federationen Bosnien och Hercegovina, i den södra delen av landet, 70 km sydväst om huvudstaden Sarajevo.
Trakten runt Radobolja består i huvudsak av gräsmarker. Runt Radobolja är det ganska tätbefolkat, med 93 invånare per kvadratkilometer.